# Разлив (Кировская область)
Разлив — поселок в Котельничском районе Кировской области в составе Морозовского сельского поселения.

## География
Располагается на расстоянии примерно 39 км по прямой на юг от райцентра города Котельнич на берегу старицы Вятки.

## История
Известен с 1926 года как хозяйство Боровское (16 дворов и 23 жителя), в 1950 (Боровский совхоз) 145 хозяйств и 503 жителя, в 1989 году 393 человека. Нынешнее название утвердилось с 1978 года .

## Население
Постоянное население  составляло 263 человека (русские 97%) в 2002 году, 165 в 2010.